# Munster van Konstanz
De Munster van Konstanz of de Onze-Lieve-Vrouwemunster (Duits: Konstanzer Münster; Münster Unserer Lieben Frau) is een basilica minor in Konstanz aan de Bodensee (Baden-Württemberg). De voormalige bisschopskerk heeft als schutspatronen de Maagd Maria en de schutspatronen van het voormalige bisdom Konstanz: Sint-Pelagius en Koenraad van Konstanz.
De geschiedenis van de munsterkerk gaat terug op de stichtingstijd van de bisschopszetel rond het jaar 600 na Chr. en werd in 780 voor het eerst genoemd. Twaalf eeuwen lang was het de kathedrale kerk van de bisschoppen van Konstanz. In de jaren 1414-1418 vonden hier de zittingen plaats van het concilie van Konstanz. Sinds de opheffing van het bisdom in 1821 is de munsterkerk een katholieke parochiekerk.
Architectonisch betreft de huidige bouw een van de grootste romaanse kerken van Zuidwest Duitsland. De drieschepige zuilenbasiliek met een kruisvormige plattegrond werd in het jaar 1089 ingewijd en kent door het westelijke torenfront met het portaal uit de 12e–15e eeuw, de zijkapellen uit de 15e eeuw en vooral ook dankzij de neogotische torenspits uit de 19e eeuw een sterk gotisch aanzien.
Een bijzondere bestemming voor pelgrims betreft de romaanse Mauritiusrotonde met een in kunsthistorisch opzicht belangrijk Heilig-grafmonument uit de vroege gotiek. De munster is tot op de dag van vandaag het hoogste gebouw in de historische binnenstad en drukt met de markante vormen nog altijd een stempel op het stadsbeeld.

## Geschiedenis en architectuur

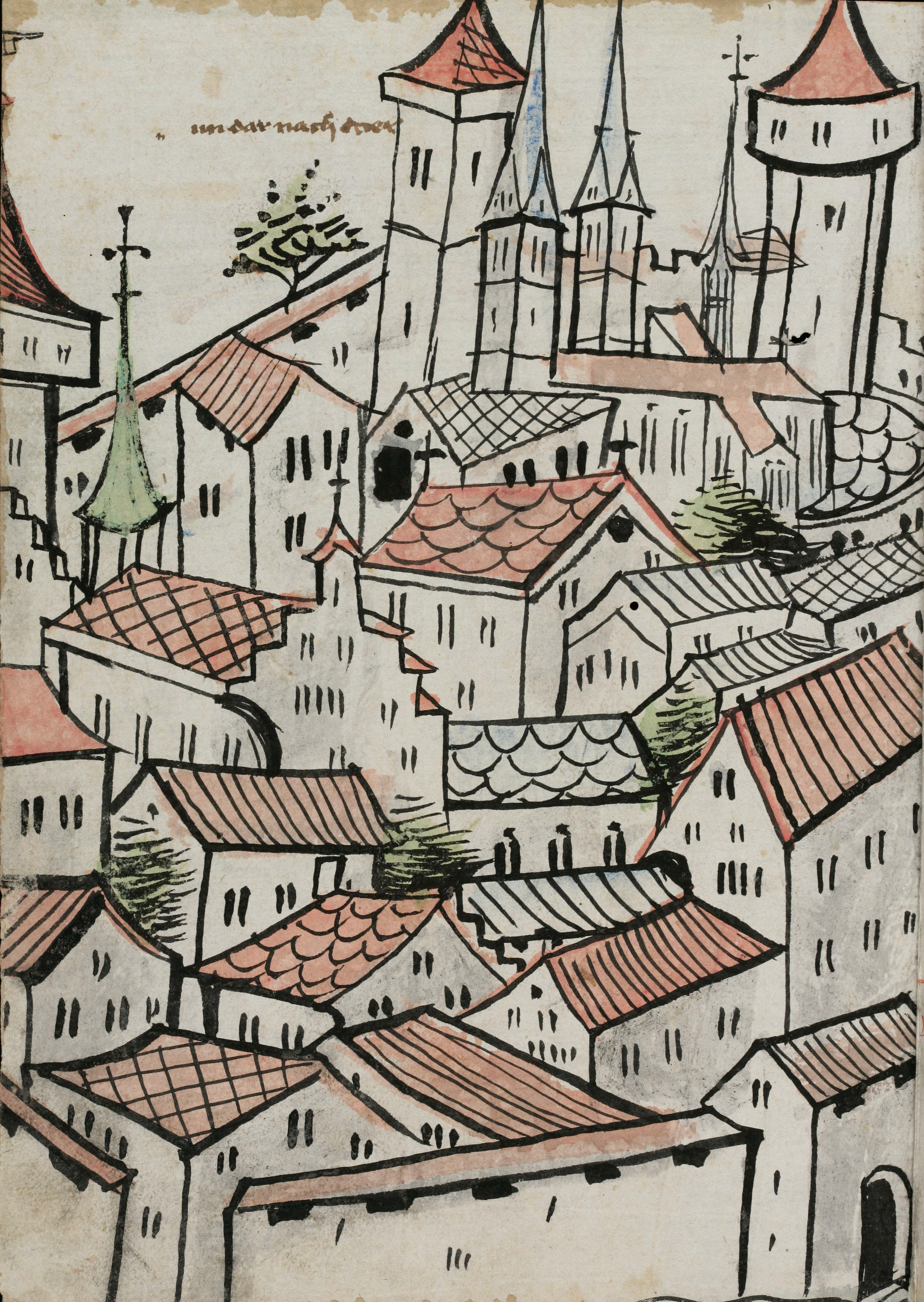
Konstanz in de late middeleeuwen met de oudst bewaarde voorstelling van de munster (Stadskroniek van Gebhard Dacher, 1472–1476)

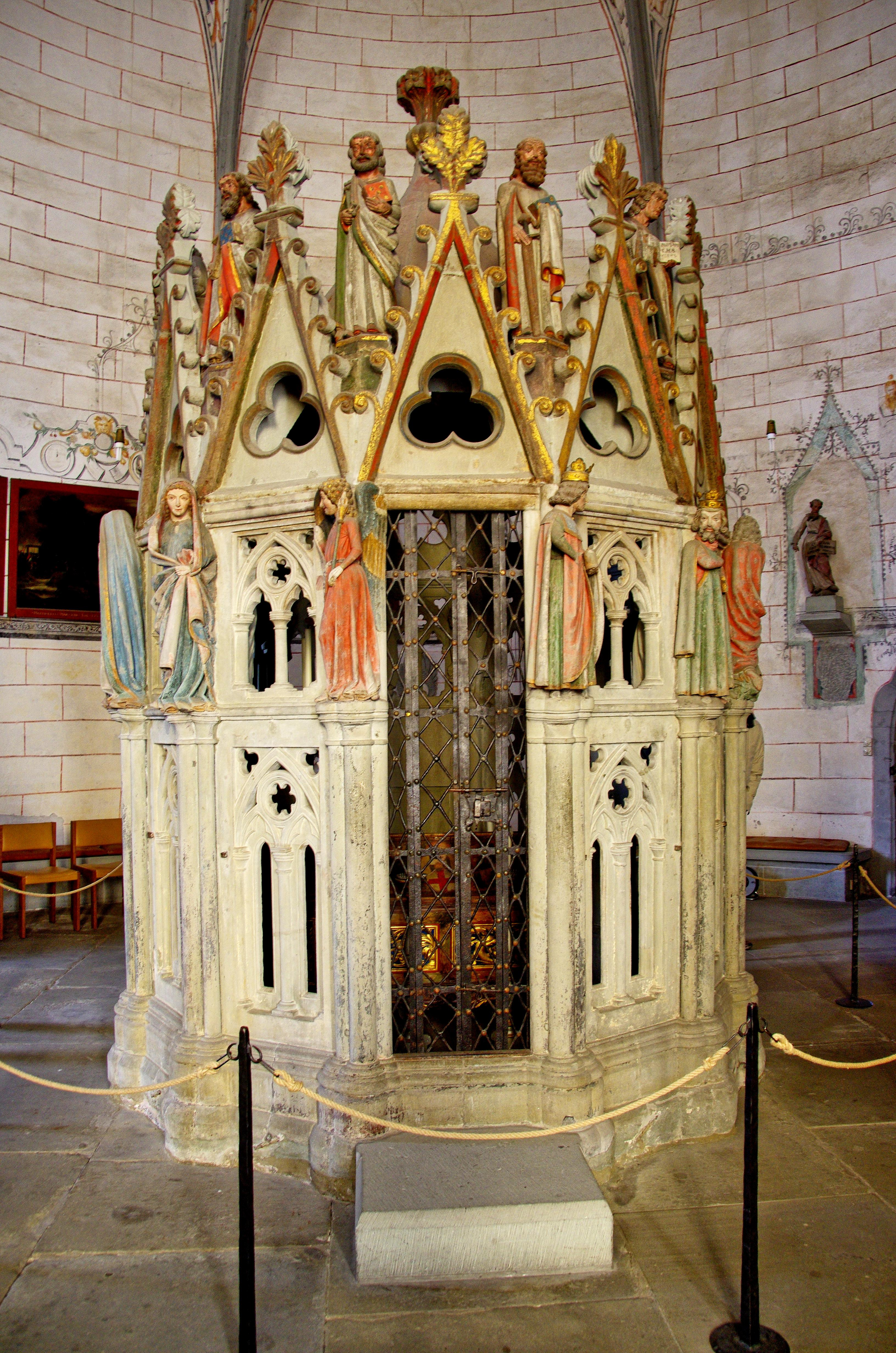
Het Heilig Graf in de Mauritiusrotonde

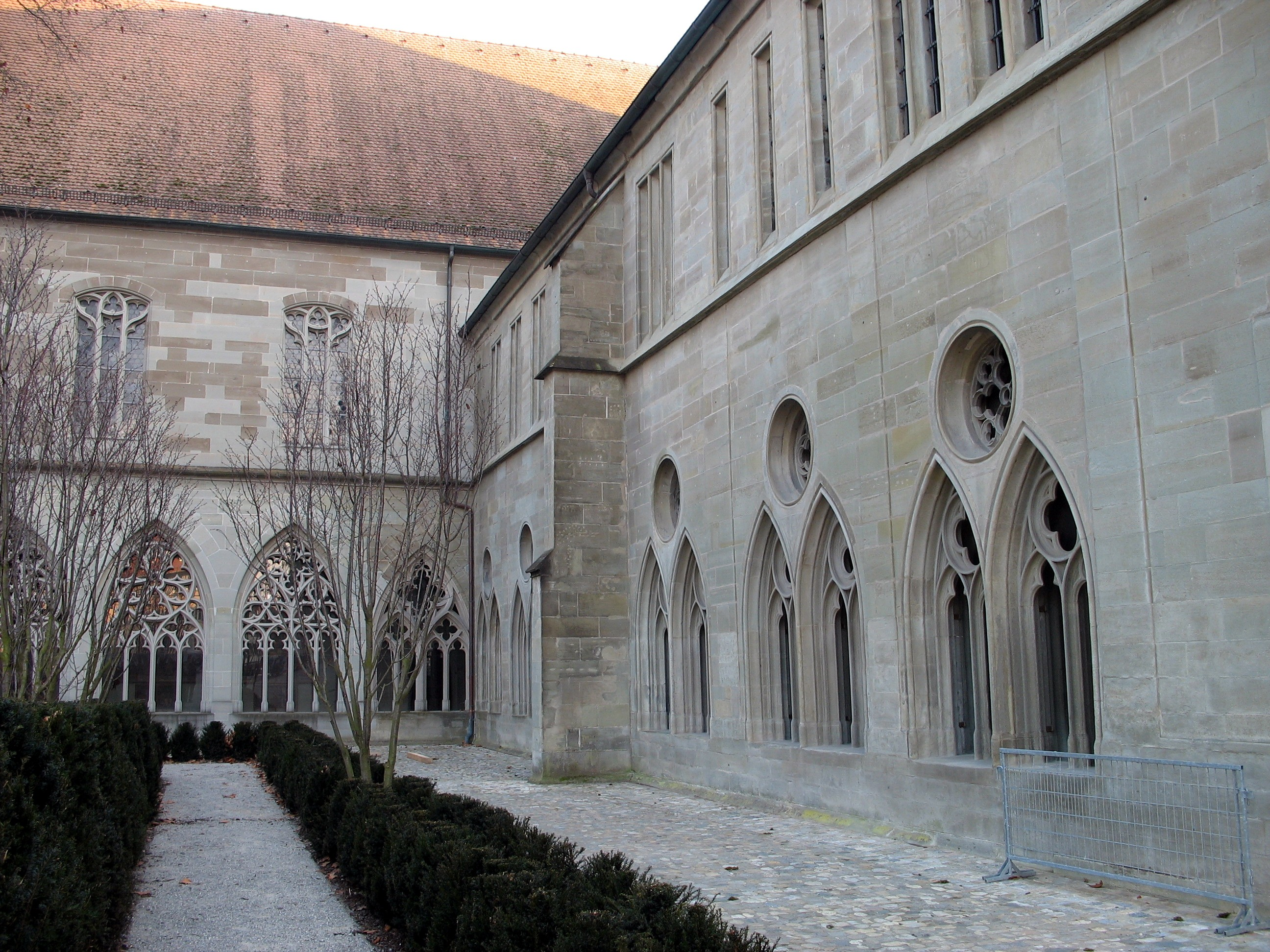
De gotische kruisgang

Op het hoogste punt van het huidige stadsgebied, zo'n zes tot zeven meter boven de waterspiegel van de Bodensee, liet het bisdom Konstanz, dat rond 585 werd gesticht, een eerste bisschopskerk oprichten. Hier lag in de prehistorische tijd een smalle, door water en moeras omgeven en slechts vanuit het zuiden toegankelijke landtong. Kelten bewoonden het gebied reeds rond 120 voor Christus en in de derde en vierde eeuw lieten de Romeinen hier verdedigingswerken aanleggen, om zo de nieuwe noordgrens van het Romeinse Rijk veilig te stellen. Archeologische vondsten bewijzen dat hier rond het jaar 300 een stenen kasteel moet hebben gestaan, het naar keizer Constantius Chlorus genoemde Constantia. Na de militaire aftocht van de Romeinen in de winter van 401-402 bleef een gemengde bevolking van Romeinen en Kelten achter, die zich reeds tot het christendom hadden bekeerd maar in de loop van de volgende twee eeuwen door de nog niet gekerstende Alamannen verdreven werden.
De bisschopszetel diende als steunpunt om van daaruit de Alamannen te kerstenen. In deze tijd moet er reeds een eerste kerk zijn geweest, die aan de Maagd Maria was gewijd. Deze kerk stond vermoedelijk binnen de oude muren van het Romeinse kasteel. Uit een heiligenbeschrijving uit de achtste eeuw van de heilige Gallus maakt men op dat de bisschopskerk reeds in 615 bestond. De Mariakerk wordt echter in het jaar 780 voor het eerst in een oorkonde genoemd. Iets verder zuidelijk stond de oudere Romeinse Stefanusbasiliek, die eveneens in de Gallus-vita werd genoemd en onder de Franken vermoedelijk als parochiekerk werd gebruikt. Ten noorden van de Maria-kathedraal vestigden zich de vissers, de ambachtslieden en de ministerialen van het bisschoppelijk hof en stichtten daarmee het tegenwoordig oudste stadsdeel, de Niederburg. Zo groeide geleidelijk rond de Mariakerk een nederzetting, die pas in de hoge middeleeuwen een omvang van enige betekenis bereikte.

#### Karolingische en Ottoonse tijd
In de eerste helft van de negende eeuw ontstond waarschijnlijk een karolingische nieuwbouw als bisschopskerk. Vermoedelijk betrof het een drieschepige basiliek zonder transept en met een koor, een aanname die voornamelijk wordt gebaseerd op grond van het idee dat de eerste kloosterkerk van de abdij van Sankt-Gallen als voorbeeld voor de nieuwbouw heeft gediend. Rond het midden van de negende of in het begin van de tiende eeuw werd vermoedelijk voor de gebeenten van de heilige Pelagius een crypte uitgegraven en later vergroot. Bisschop Koenraad van Konstanz (c. 900-975) had de ambitie om van Konstanz een tweede Rome te maken en liet rond de kerk, die net als de Santa Maria Maggiore aan Maria was gewijd, een krans van parochiekerken bouwen: een Sint-Johanneskerk (overeenkomstig de Sint-Jan van Lateranen), een Laurentiuskerk (Sint-Laurens buiten de Muren), een Pauluskerk (Sint-Paulus buiten de Muren). Zijn neef en opvolger Gebhard II (979–995) voltooide later de krans met de bouw van de kloosterkerk van de abdij Petershausen (analoog aan de Petruskerk, maar dan in kleiner formaat). Koenraad liet eveneens de Mauritiusrotonde ten noordoosten van de munster bouwen, een vereenvoudigde versie van de grafkerk in Jeruzalem. Hij wijdde de kapel aan de ottoonse rijksheilige Mauritius. Onder andere wegens de kerkstichtingen werden in de twaalfde eeuw zowel Koenraad als Gebhard heilig verklaard. Koenraad werd zelfs de tweede kerkpatroon van zowel de munster als het bisdom.

#### Rond het jaar 1000
Uit de periode rond de millenniumwisseling stammen de oudste bovengrondse structuren van de munsterkerk. Deze bouwfase onder bisschop Lambertus (995?–1018) geldt tegelijkertijd als het belangrijkste romaanse kerkgebouw van Zuidwest-Duitsland. Het oostelijke deel van de karolingische kerk werd voorzien van transeptarmen en een nieuw koor, waarmee de plattegrond van de kerk een kruisvorm kreeg. Het kerkschip daarentegen bleef grotendeels bestaan. Door een onbekende oorzaak stortte echter het kerkschip in 1052 in. Onmiddellijk werd begonnen met de herbouw en vanaf 1054 werd aan het weinig beschadigde transept een nieuw, driebeukig kerkschip aangebouwd. De bouw strekte zich wegens twisten over een lange periode uit en de wijding van de nieuwbouw vond pas in 1089 door bisschop Gebhard III van Zähringen (1084–1110) plaats. Het kerkgebouw had geen torens en de transeptarmen werden met de nieuwbouw op gelijke hoogte gebracht. De zuilen van deze kerk met de eenvoudige achthoekige kapitelen drukken tot op de dag van vandaag een belangrijk stempel op het interieur van het gebouw.
Al in de vroege middeleeuwen was de kathedraalheuvel in Konstanz een belangrijk geestelijk centrum. In een tijd dat het inwoneraantal van Konstanz dat van een dorp nauwelijks naderde, vestigde zich rond de bisschopszetel een twaalftal kloosters van verschillende orden. In 1237 werd Konstanz een vrije rijksstad. In 1308 koos de stad voor het eerst een eigen burgemeester, waarmee ze haar onafhankelijkheid jegens de keurvorsten onderstreepte. De macht van de bisschoppen brokkelde zowel in het rijk als in de stad af. Dit werd nog eens verslechterd door interne opvolgingstwisten, zoals na de dood van bisschop Hendrik van Klingenberg. Hierdoor boekten de bouwwerkzaamheden aan de kerk tussen 1320 tot de tijd van het concilie slechts moeizaam voortgang.
Sinds de tiende eeuw was de munsterheuvel met ommuring versterkt en tot een kleine, maar representatieve residentie uitgebouwd. Ten zuiden van de munster strekte zich de geestelijke stad uit, waarvan de gebouwen in de negentiende eeuw grotendeels verloren gingen. De ruimte voor de kerk diende als kerkhof en hier liep ook de belangrijkste verkeersader van de stad tussen de rond 1200 gebouwde brug over de Rijn en de ten zuiden van het domgebied gelegen nederzetting voor de gewone mensen met het marktplein bij de Stefanuskerk. Ten noorden van de munster stonden een vergaderzaal voor het domkapittel, een bibliotheek, bedrijfsgebouwen en de in 1824 afgebrande zogenoemde Stauff, dat als herberg en pakhuis diende. Bij de munster stond eveneens een domschool voor vorming en studie. In de vroege middeleeuwen vormden de aan de domkerk verbonden geestelijken een kloosterachtige gemeenschap, waarbinnen men in een beperkte ruimte samenleefde en de dagelijkse vieringen gemeenschappelijk verrichtte. In de twaalfde eeuw werd deze vorm van samenleven van de domheren opgeheven en in plaats daarvan begonnen de domheren huizen te verwerven, die in een halve cirkel rond het kerkhof en, tussen de huizen van de gildeleden en welgestelden, in het stadsdeel Niederburg stonden.

#### Torenbouw en opkomst van de gotiek
Omstreeks 1100 werd aangevangen met de bouw van de dubbele torengevel. Een noordelijke toren stortte in 1128 in en moest vanaf de twee onderste verdiepingen worden herbouwd. Pas ruim driehonderd jaar na de bouwstart van de noordelijke toren voltooide men in 1378 de zuidelijke toren. Beide torens droegen met lood bedekte spitsen. Vanaf 1200 werd bovendien begonnen met de bouw van een spits boven de viering. Een brand op 15 september 1299 vernietigde echter deze toren met daarin drie klokken. Een eenvoudige dakruiter volgde de toren op, die tot heden herhaaldelijk vernieuwd werd.
Nadat het kerkschip en de altaarruimten een definitieve vorm hadden gekregen en de bouw van de torens niet echt opschoot, verlegden de opeenvolgende bisschoppen hun aandacht naar het moderniseren van de munsterkerk in de stijl van de gotiek, die zich in de late dertiende eeuw in het gebied begon te manifesteren. Rond 1260 ontstond het filigraan gevormde Heilig Graf in de Mauritiusrotonde. Nieuwe bouwactiviteiten vonden in 1300 plaats met de toevoeging van een rechthoekig kloostergebouw in gotische stijl aan de noordelijke kant van de kerk. Het bouwbegin van de in 1320 voltooide kruisgang en de vernieuwingen aan de Koenraad- en Mauritiuskapel behoren tot de ingrijpendste bouwmaatregelen onder bisschop Hendrik II van Klingenberg (1293–1306). De aan nieuwe twisten rond de bisschopszetel te wijten lange bouwduur van de kruisgang resulteerde in een stijlbreuk tussen de zuidelijke en de nieuwere oostelijke vleugel.

#### Concilie

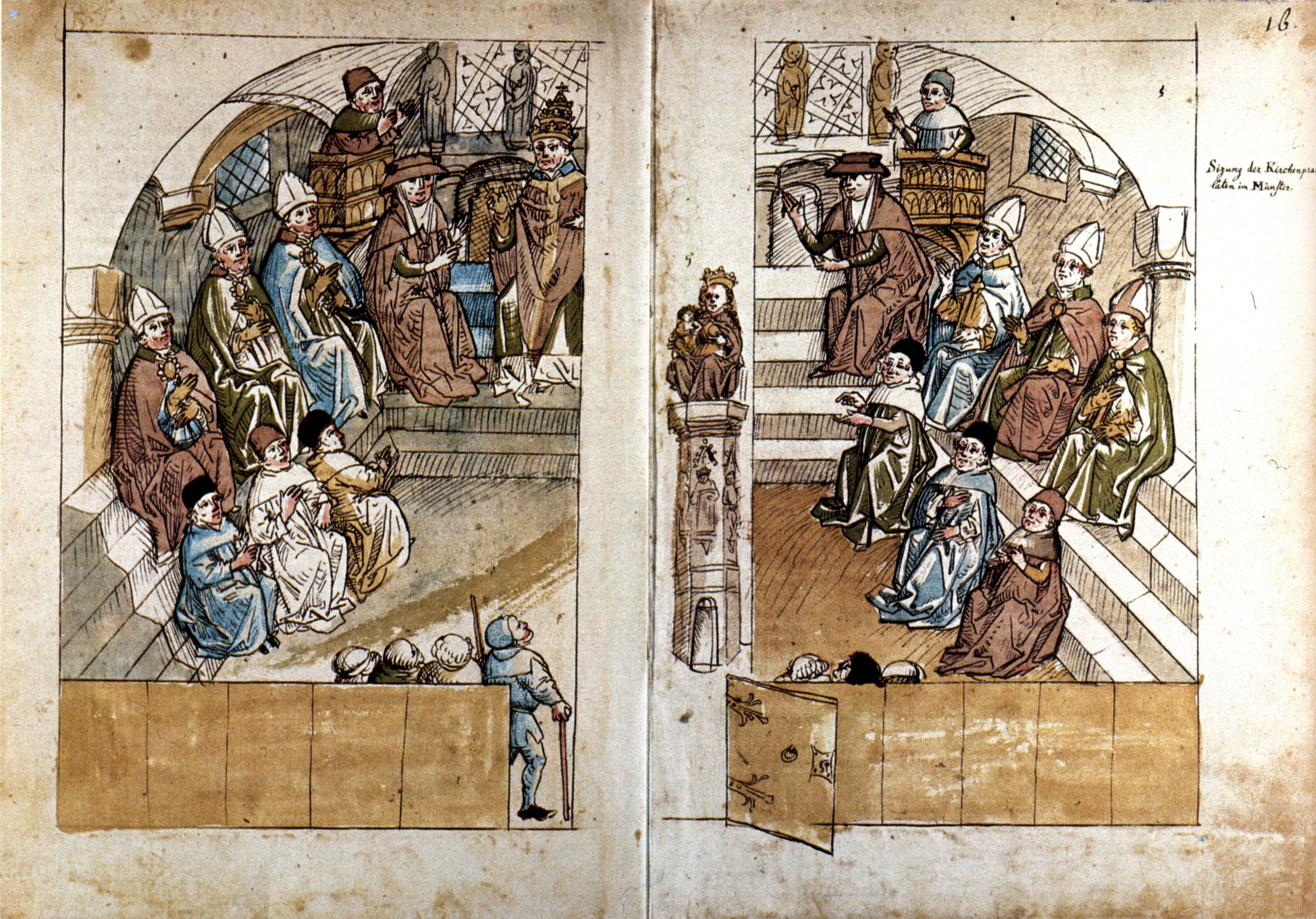
Concilie van Konstanz

Van 1414 tot 1418 werd het concilie van Konstanz gehouden, het grootste middeleeuwse christelijke congres ten noorden van de Alpen. Tegenpaus Johannes XXIII, koning Sigismund, talrijke kardinalen, aartsbisschoppen, bisschoppen met duizenden bedienden, diplomaten, theologen, geleerden, kooplieden en ambachtsliedenen uit heel Europa streken nu in Konstanz neer.
De kathedraal was de officiële plaats waar de 45 zittingen en de grote liturigische plechtigheden plaatsvonden. Na verhitte debatten viel hier ook op de vijftiende zittingsdag op 6 juli 1415 het doodsoordeel over de Tsjechische hervormer Johannes Hus, die nog dezelfde dag buiten de stad verbrand werd.
Tijdens de verkiezing van de nieuwe paus Martinus V, dat een einde aan het Avondlandse schisma maakte, vonden zijn priester- en bisschopswijding in de kathedraal en zijn kroning op 21 november 1417 op een tribune op het voorplein van de munsterkerk plaats.
Een grafzerk voor de trappen naar het hoogkoor, vervaardigd door Engelse handwerklieden, herinnert ook tegenwoordig nog aan bisschop Robert Hallum van Salisbury, die hier in 1417 tijdens het concilie stierf en begraven ligt.

#### Laatgotische vernieuwing

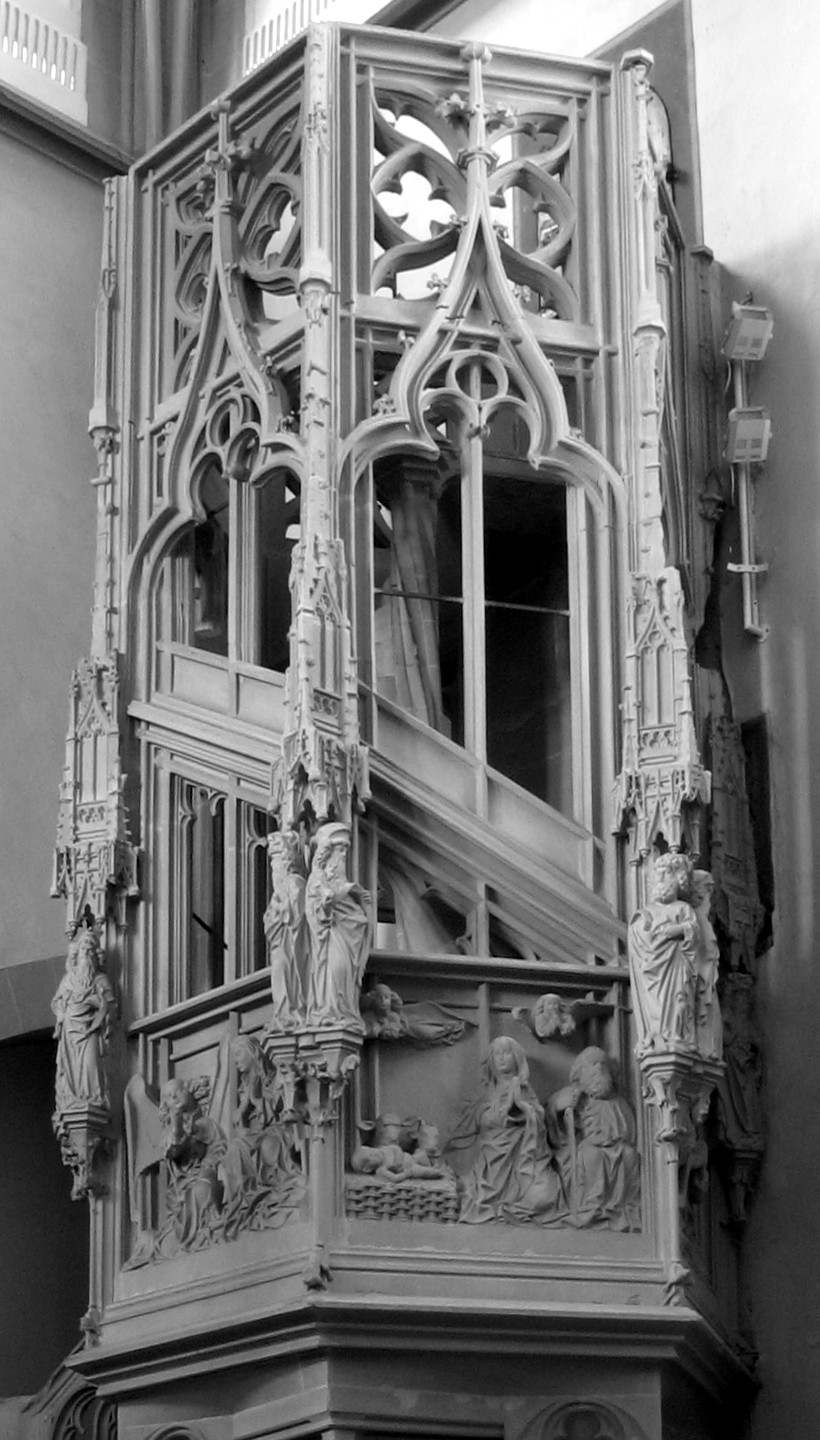
De wenteltrap, de zogenaamde Schnegg

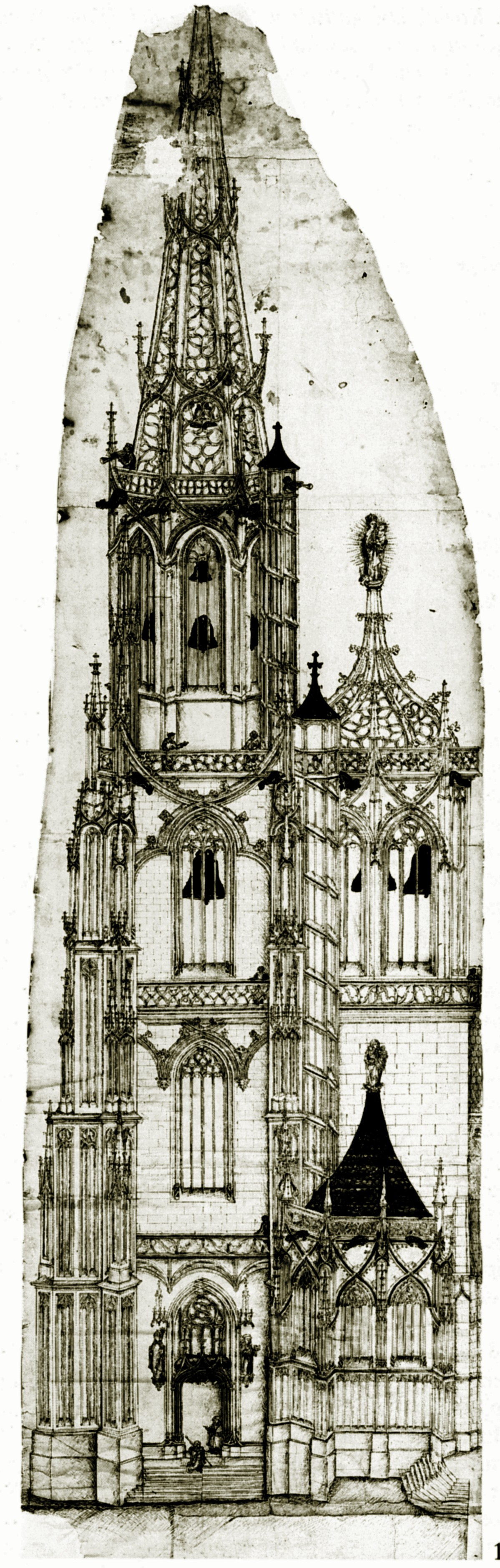
Onuitgevoerd ontwerp na de brand van 1511 (Wiesbaden, Hessissch staatsarchief)

Het concilie bracht het bisdom tijdelijk economische voorspoed, zodat vanaf 1423 een nieuwe reeks aan bouwactiviteiten van start gingen. De verbouwingen duurden ruim een eeuw en gaven de kerk goeddeels het huidige aanzien. Zeer bouwlustig was bisschop Otto III van Hachberg (1410–1434), die door kritische tijdgenoten er van beschuldigd werd het bisdom met grote schulden op te zadelen.
Het romaanse interieur werd gerestyled in de stijl van de late gotiek. De zijschepen, de benedensacristie, het Thomaskoor, de zuidelijke transeptarm en het sanctuarium werden tussen 1423-1453 voorzien van laatgotische ribgewelven en maaswerkramen. De oostelijke muur van het hoogkoor werd doorbroken en van drie hoge spitsboogramen voorzien, die symbool stonden voor de Heilige Drievuldigheid. Om de kerk ook richting stad een representatievere aanblik te geven werd tevens de zuidelijke gevel van het transept vernieuwd. In het Thomaskoor werd de zogenaamde Schnegg gebouwd, een vrijstaande zeshoekige trappentoren van zandsteen met een zeer filigraan vormgegeven architectuur.
In de tweede helft van de 15e eeuw verbouwde men de dombibliotheek in de bovenverdieping van de kapittelzaal en voegde men een rij van kapellen aan het zuidelijke zijschip toe. De werkmeester Vincenz Ensinger, die hier van 1453 tot 1489 werkte, gaf de Straatsburger beeldhouwer Niclas Gerhaert van Leyden de opdracht de koorruimte opnieuw te decoreren. De beeldhouwer kwam echter niet verder dan de bouw van een altaarretabel en het tevens bestelde koorgestoelte kwam niet tot stand. De plaatselijk woonachtige Simon Haider nam de opdracht over en nam hiervoor twee houtsnijders in dienst, die waarschijnlijk ook de houten reliëfs aan de deuren van het westelijke portaal maakten. Tijdens de reformatie werd het retabel van Niclas Gerhaert van Leyden vernield.
De sierlijke Welserkapel aan de noordelijke toren ontstond onder leiding van de werkmeester Lux Böblinger (werkzaam van 1490 tot 1502). In opdracht van bisschop Hugo van Hohenlandenberg werd in 1497 de eerste steen voor de middelste toren gelegd, die de gevel het monumentale aanzien naar het voorbeeld van de kathedraal van Straatsburg moest geven. Om het gewicht van de gevel te steunen werden de monumentale steunberen links en rechts van het portaal toegevoegd. Böblinger's opvolger Lorenz Reder uit Speyer (werkzaam van 1505 tot 1526) voltooide de middelste toren ter hoogte van de beide reeds bestaande torens. Net als de beide zijtorens kreeg ook de nieuwe toren een spits met een loden bedekking. Op 21 oktober 1511 verwoestte een brand de daken en de klokkenstoelen van de drie torens, waarbij ook het orgel verloren ging. Met de verkoop van een aflaat aan de burgers kon de herbouw worden gefinancierd. Van 1512 tot 1526 werd de schade verholpen en plaatste men op de noordelijke en zuidelijke torenstomp opengewerkte maaswerkkoepels. Daartussen bevond zich een houten opbouw voor de torenwachter. De kerk kreeg een nieuwe orgelgalerij (1516–1518) een geheel nieuw orgel (1515–1523) en in de voorhal werd een nieuw gewelf (1518) aangebracht. Het plan om na de brand de middelste toren te bouwen naar het voorbeeld van de munster van Freiburg werd nooit uitgevoerd, omdat de stad in toenemende mate onder invloed van de reformatie kwam te staan en alle bouwkundige werkzaamheden aan de munster werden stilgelegd.

#### Beeldenstorm en contrareformatie
Al enkele maanden nadat Maarten Luther zijn 95 stellingen aan de deuren van de slotkerk te Wittenberg vastspijkerde, doken in 1518 in Konstanz de eerste predikers van de nieuwe leer op. De stadsraad maakte direct gebruik van deze gelegenheid om bisschop Hugo van Hohenlandenberg af te zetten, die reeds vergeefse pogingen had gedaan om zijn greep op de stad weer te verstevigen. De bisschop verliet in 1526 onder protest de stad en vestigde zich in Meersburg en ook het domkapittel trok weg. De stadsraad liet vervolgens beslag leggen op de inventaris van de munster en de domschat, voor zover de geestelijken die tenminste niet mee kon nemen. De kostbare schrijnen uit de kerk, de schilderijen, beelden, gewaden en textiel en andere waardevolle kunstwerken werden omgesmolten dan wel verkocht. De relieken, waaronder de beenderen van de heilige Koenraad en Pelgaius alsmede de in het klooster Petershausen bewaarde relieken van Sint-Gebhard werden in de Rijn gegooid. Zo gingen ook de meer dan 60 altaren van de kerk onherroepelijk verloren. De munster werd een protestantse parochiekerk onder stedelijk toezicht.
Lang duurde de zege van het protestantisme niet want amper twee decennia later dwong keizer Karel V in augustus 1548 de rekatholisering van de stad met militair geweld af. Konstanz verloor de rijksvrijheid. Konstanz werd als laatste van het Schmalkaldisch Verbond weer katholiek en verloor de rijksvrijheid. De domheren keerden terug en eisten van de stad hun bezittingen en huizen terug. De nieuwe bisschop Christoph Metzler van Andelberg kwam op 11 mei 1551 weer naar Konstanz om op 13 mei de kerk opnieuw voor de katholieke leer in te wijden, maar de residentie van de bisschop bleef in Meersburg.
Om de kerk weer in te richten kocht de stad een deel van de altaren, klokken en orgels. De financiën van het bisdom lieten grote bouwmaatregelen niet meer toe en het waren vooral rijkere burgers en domheren die met schenkingen de kerk verder inrichtten. Om de contrareformatie te bestendigen werden rond 1600 jezuïeten uitgenodigd. In de buurt van de munster lieten zij de Christuskerk (tegenwoordig de oud-katholieke kerk) bouwen en openden daarbij een school, het huidige Heinrich-Suso-Gymnasium. Alhoewel de budgetten beperkt waren, manifesteerden de contrareformatoren zich ook in kunstzinnig opzicht: het middeleeuws beschilderde houten plafond van het middenschip werd onder leiding van de jezuïet Heinrich Mayer vervangen door nieuwe barokke gewelven (1679–1683) en in de nevenkoren werden monumentale barokke altaren geplaatst.

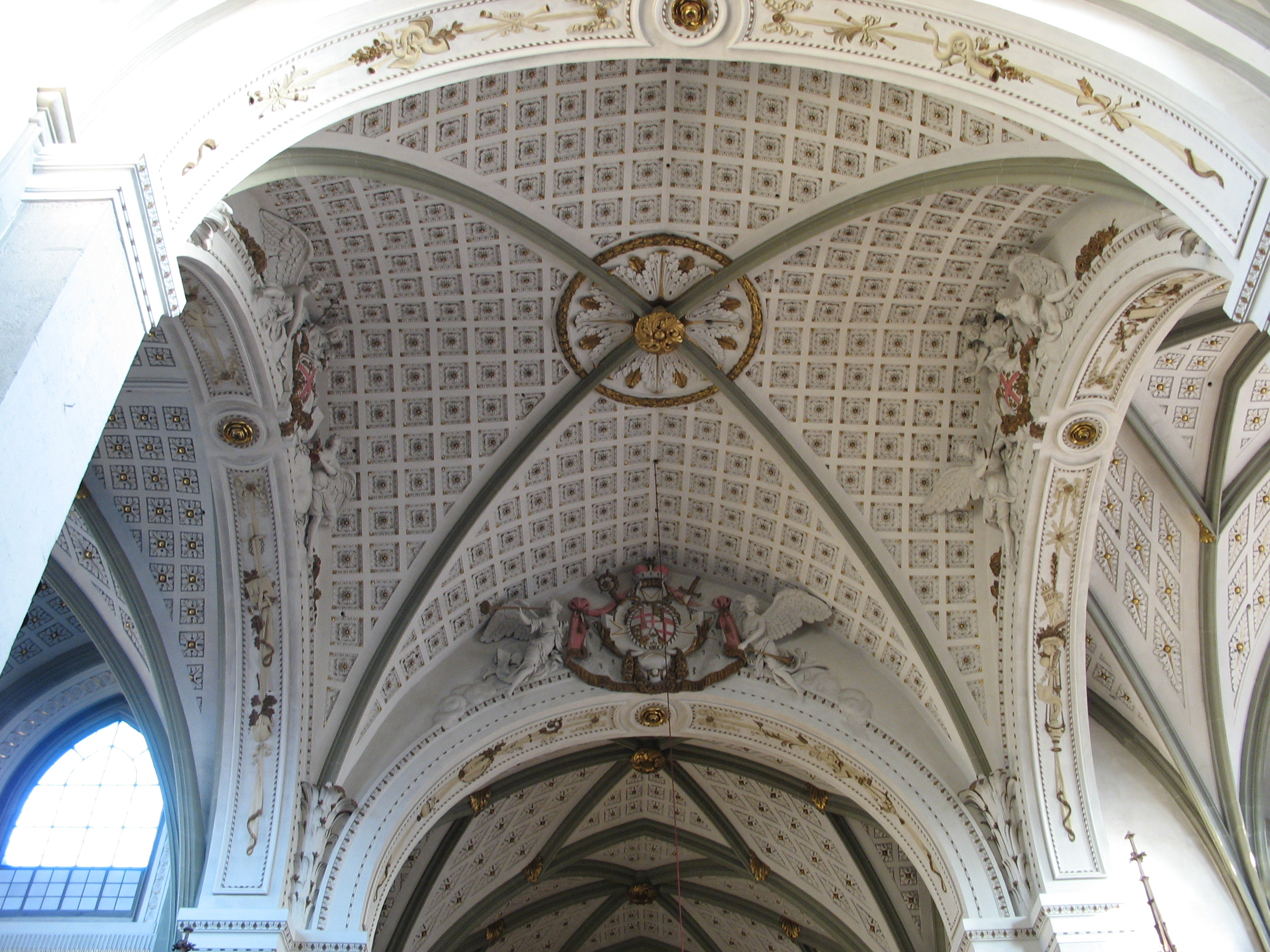
Classicistisch cassettengewelf

#### Classicisme
Pas tegen het einde van de 18e eeuw vonden er weer grootscheepse veranderingen plaats, nu in het design van het Franse classicisme. Voor de kerk werd door Pierre Michel d’Ixnard een nieuw hoogaltaar (1774) ontworpen en werden de altaarruimte, de viering en de beide transeptarmen in antikiserende stijl vernieuwd. Van de oostelijke muur werden de ramen gedeeltelijk dichtgemetseld, de drie koorruimten en de viering werden versierd met een deels verguld cassettengewelf en de muren kregen een marmeren bekleding. De classicistische veranderingen waren niet onomstreden en in de 19e eeuw moesten de toevoegingen het veld ruimen voor neogotische ontwerpen.

#### Secularisatie

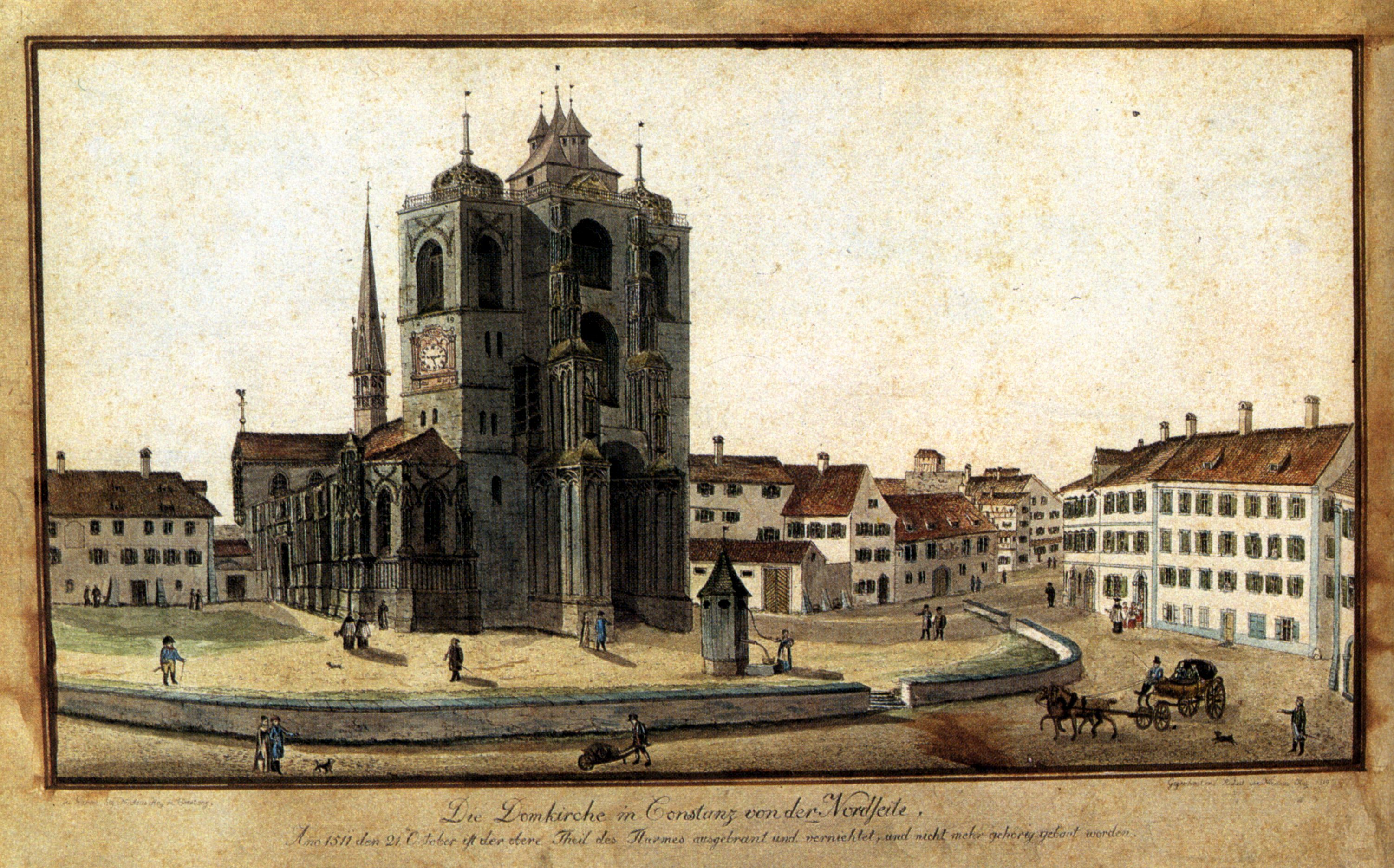
De, munsterkerk in 1819

Met de secularisatie begon het verval van het bisdom. Al in 1795 liet Oostenrijk op een deel van domschat beslag leggen om zo de coalitieoorlog tegen Frankrijk te financieren. In 1802 werd er beslag gelegd op de economische eigendommen van het bisdom. Deze kwamen in handen van het markgraafschap Baden en enkele jaren later van de stad. Nadat bisschop Karl Theodor van Dalberg stierf werd de verlichte theoloog Ignaz Heinrich van Wessenberg, een aanhanger van het jozefisme, tot vicaris-generaal van het bisdom gekozen. Hij streefde naar de oprichting van een nationale Duitse katholieke kerk, maar vond met zijn plannen paus Pius VII op zijn weg. Als reactie liet de paus het bisdom Konstanz opheffen en richtte het aartsbisdom Freiburg op.
In 1821 was de voormalige kathedraal gedegradeerd tot een gewone parochiekerk. Samen met de Sint-Stefanuskerk bleef de munster echter voor de sloopwoede van kerkelijke gebouwen gespaard, die net als in veel andere steden na de secularisatie ook in Konstanz plaatsvond. Een grote brand in de eerste helft van de 19e eeuw verwoestte het oude wooncomplex van de kanunniken. Ook de ‘’Stauf’’ en de kloostergang werden door de brand getroffen. Het 900 jaar oude bisschoppelijke paleis ten zuiden van de domkerk, dat al sinds de reformatie niet meer werd bewoond, werd afgebroken en in 1830 vervangen door een classicistische nieuwbouw dat tegenwoordig diens doet als pastorie.

#### Gotisering en voltooiing toren

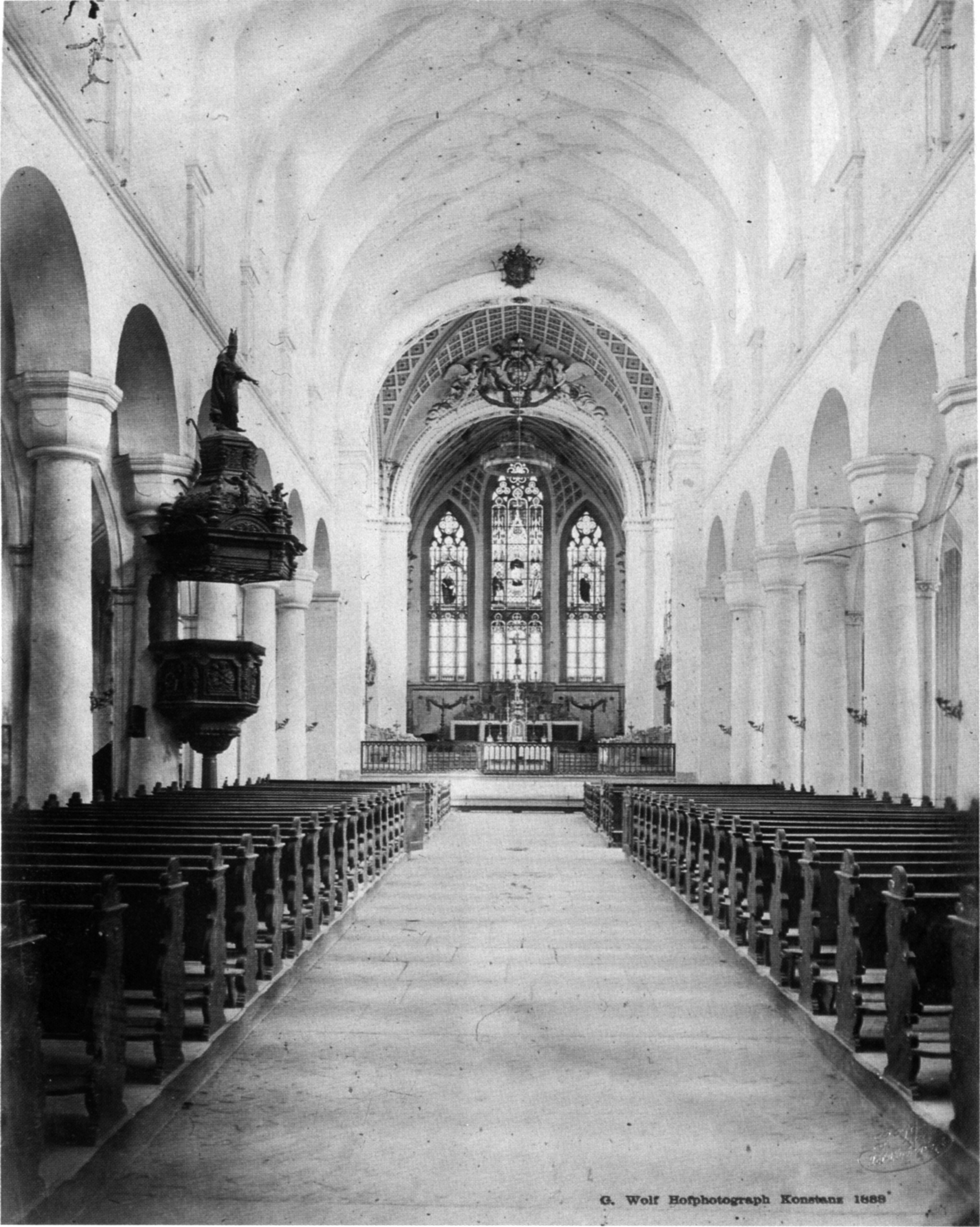
Kerkschip en koor met de geopende koorramen 1888 (Fotografie: German Wolf)

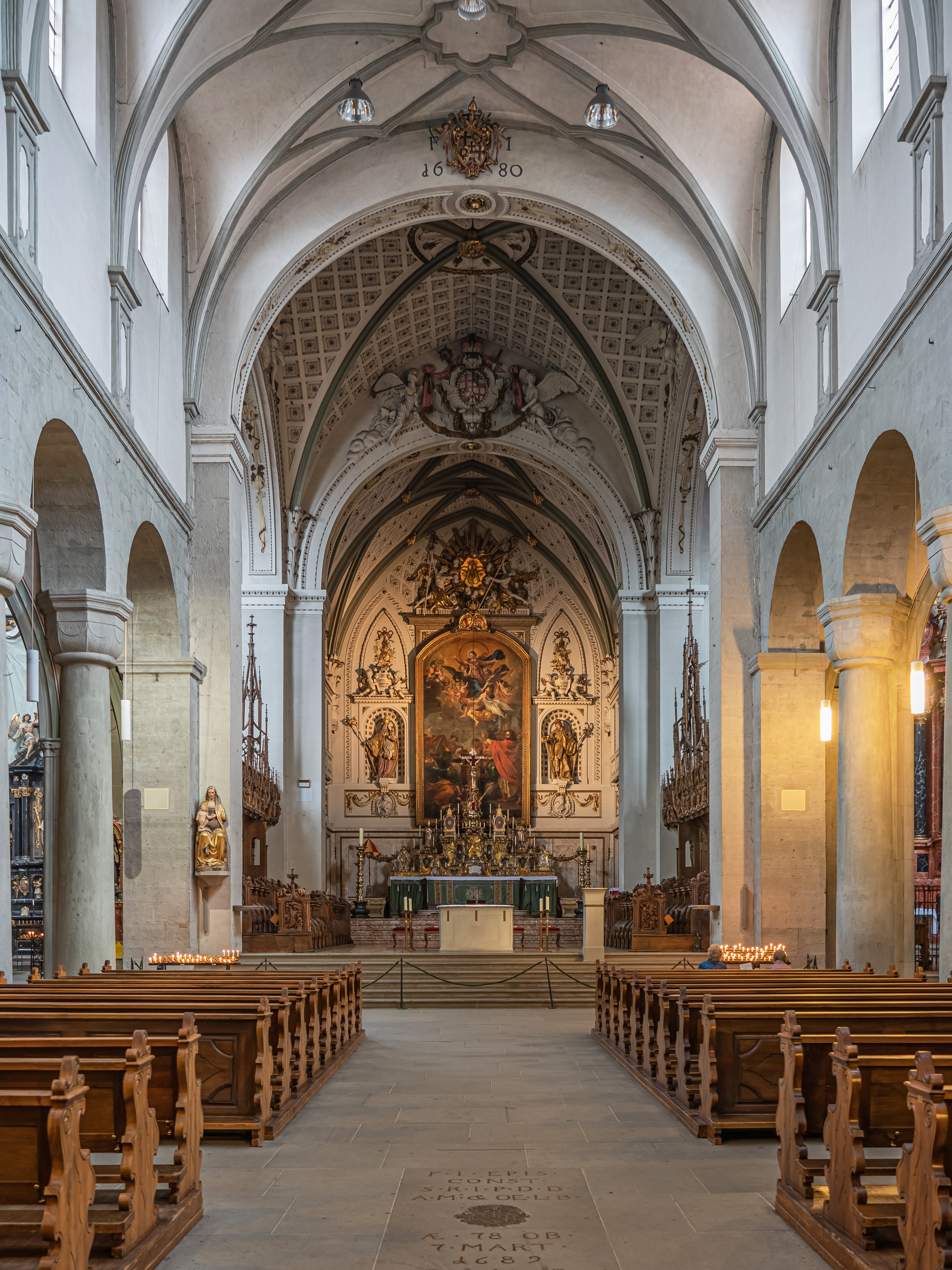
Huidig interieur

Rond het midden van de 19e eeuw groeide het bewustzijn van de monumentenzorg en daarmee ook de waardering voor de munsterkerk van Konstanz. Het gebouw werd tussen 1846 en 1860 van buiten gerenoveerd. De renovatie beoogde de gotische uitstraling van het gebouw te herstellen. In de 19e eeuw ervaarde men de gotiek als de meest Duitse bouwstijl en daarom probeerde men de munster naar de staat van voor de barok terug te brengen. Hierbij werd er meer gestreefd naar het germano-gotische ideaal, dan naar de staat waarin de historische kerk zich werkelijk ooit had bevonden. De westelijke gevel werd bij deze restauratie vereenvoudigd en het noordelijke en zuidelijke portaal werden in 1854 resp. 1857 verbouwd. De mengstijl van de gevel werd als onzuiver beoordeeld en vervangen door een neogotisch aanzien en met een nog bestaande dakruiter aangevuld. Het is te danken aan het protest van de pastoor van de munster dat het classicistisch koor behouden bleef en de veranderingen daar beperkt bleven tot het heropenen van de koorramen.
Vanaf 1850 werd begonnen met de plaatsing van de achthoekige bovenbouw op de middelste toren, waarvoor de torennaald van de Freiburger munster als voorbeeld diende. De bij de bevolking geliefde laatgotische maaswerkkoepels, liefkozend ook kaasstolpen genoemd, werden samen met het piramidedak van de torenwachterskamer afgebroken.
De neogotisering van het interieur van de kerk liet nog meerdere decennia op zich wachten. Een voorstel uit 1879 van August Essenwein, de directeur van het Germanisches Nationalmuseum, om de barokke gewelven te vervangen door een gotisch balkenplafond werd niet gerealiseerd. De kapellen van de zijschepen en de Mauritiusrotonde werden echter tussen 1881 en 1887 voorzien van een beschildering in een geïmiteerde middeleeuwse stijl en er werden nieuwe glas-in-loodramen geplaatst en een mozaïekvloer gelegd. De neogotische inrichting van de meeste zijkapellen stamt uit de tijd tussen 1910 en 1914.
In een volgende restauratie van het interieur tussen 1922 en 1923 ter gelegenheid van het 800-jarig jubileum van de heiligverklaring van bisschop Koenraad werd echter het classicisme weer opgewaardeerd. De gotische ramen van de koormuur werden volledig gesloten en de classicistische ruimte met stucdecoratie en ornamenten aangevuld. Tevens werden de kleurrijke beschilderingen in de crypte, de Koenraadkapel en meerdere grafmonumenten hersteld. In de jaren 1930 volgden renovaties van het exterieur waarbij nieuwe materialen werden gebruikt omdat Zwitsers zandsteen na 1933 in verband met het politieke klimaat niet meer kon worden toegepast. De nieuwe materialen (kunststeen, beton en bitumen) leveren tot op de dag van vandaag vochtproblemen op.

#### 1945-heden
Op 17 januari 1958 werd de kerk door paus Pius XII tot basiliek verheven. Een grote renovatie van de munster begon in 1962. Vooral de zandsteen had veel te lijden onder schadelijke stoffen in het milieu, zodat er doorlopend metselwerk moest worden vernieuwd. Ook de kunststeen uit de jaren 1930 veroorzaakte schade aan het gebouw. Sinds 1968 wordt er voortdurend gewerkt aan de instandhouding van het gebouw. Zo werd sinds de jaren 1960 rond 30 miljoen euro besteed aan het behoud van de kerkgebouw. In 1974-1975 werd de crypte gerenoveerd en in de periode 1979-1988 volgde de Welserkapel aan de noordwestelijke hoek van de kerk. Daarbij werd de oorspronkelijke staat van voor de 19e-eeuwse renovatie hersteld en werden er, waar dat niet anders mogelijk bleek, moderne waterspuwers ingevoegd.
Onderzoek in 1985 wees uit dat de bouwkundige staat van de bovenverdiepingen van de torens dermate slecht was, dat oppervlakkige maatregelen niet meer toereikend waren. Van de noordelijke toren werd daarom de verdieping waarin de klokken zich bevonden geheel afgebroken en met gezonde zandsteen gereconstrueerd; de zuidelijke toren kon met reparaties worden hersteld. Van 1998 tot 2001 werd, tegelijk met de hele westelijke gevel, ook de neogotische achthoekige opbouw van de toren onder handen genomen.
De huidige munsterparochie omvat circa 3.000 gelovigen. In het parochiegebied staat nog één klooster, dat zowel reformatie als de secularisatie overleefde. Het betreft het in 1257 gestichte dominicaner klooster Zoffingen in de Brückengasse. Het belangrijkste feest van de parochie is het jaarlijkse Konradifest, dat op 26 november ter ere van de heilige Koenraad wordt gevierd. Het patroonsfeest vindt plaats op 8 september, de feestdag van Maria-Geboorte. De kerk is voor bezoekers het hele jaar door geopend. Het platform op de toren is vanaf Pasen tot eind oktober toegankelijk. Naast de gebruikelijke erediensten worden er in de kerk ook regelmatig concerten georganiseerd.